# Tika
Tika is een Duits historisch merk van motorfietsen dat eenvoudige 145- en 197cc-zijklepmotoren maakte.
Tietz & Lohmann GmbH, Bielefeld (1921-1924).